# Catedral de San Francisco Javier (Kagoshima)
La Catedral de San Francisco Javier también conocida como Iglesia de Javier (en japonés: 聖フランシスコ・デ・ザビエル司教座聖堂) es el nombre que recibe un edificio religioso que está afiliado a la Iglesia católica y se encuentra ubicado en el localidad de Kagoshima en la prefectura del mismo nombre, al sur del país asiático de Japón.
Recibió su nombre debido a que el presbítero, religioso y misionero jesuita Francisco Xavier que llegó a esta ciudad en agosto de 1549 y fundó una misión católica.
En 1908 una primera iglesia de piedra fue construida en el lugar en reconocimiento de sus esfuerzos misioneros, pero fue destruida durante la Segunda Guerra Mundial siendo reemplazada por una iglesia de Madera en 1949 y por el actual templo en 1999.
El templo sigue el rito romano o latino y es la iglesia principal de la diócesis de Kagoshima (Dioecesis Kagoshimaensis カトリック鹿児島教区) que fue elevada a su actual estatus por el Papa Pío XII mediante la bula "Qua sollicitudine" en 1955.
Esta bajo la responsabilidad pastoral del obispo Paul Kenjiro Koriyama.